# Het lot van Tien
Het lot van Tien is het zesde deel in de boekenserie De Loriënkronieken van auteur Pittacus Lore (pseudoniem van het auteursduo James Frey en Jobie Hughes).
De oorspronkelijke Engelstalige uitgave was in 2015 onder de titel The Fate of Ten. Een jaar later werd de Nederlandse vertaling uitgebracht door uitgeverij Bruna.